# Người lính (phim)
Người lính (tiếng Nga: Солдат) là một bộ phim hành động đặt trong bối cảnh cuộc Chiến tranh Việt Nam của đạo diễn Aleksandr Chernyaev, ra mắt năm 2011.

## Nội dung
Truyện phim kể về chuyến hành trình của chàng sĩ quan Pavel (Vyacheslav Krikunov) từ Liên bang Soviet tình nguyện sang Việt Nam hỗ trợ lực lượng điệp báo. Trong một nhiệm vụ ám sát bí mật, Pavel phải phối hợp tác chiến với cô giáo Liên Mai (Phương Nga). Đáng tiếc là khi tình yêu nảy nở giữa họ thì cũng là lúc Pavel kết thúc điệp vụ và ra đi...

## Diễn viên
- Vyacheslav Krikunov... Pavel
- Phương Nga... Liên Mai
- Trung Dũng... Thắng (cậu ruột Mai)
- Artyom Tkachenko
- Aleksandr Samoylenko
- Valery Solovyov
- Aleksandr Fisenko
- Amadu Mamadakov
- Vladislav Dyomin
- Nikita Gribanov
- Nikolai Machulsky
- Mikhail Tarabukin
- Andrey Lavrov... Valerka

## Ê-kíp
- Thiết kế sản xuất: Sergey Gudilin

## Hậu trường
Được thực hiện ròng rã trong 3 tháng với khoảng 90% bối cảnh được quay tại Việt Nam, ban đầu bộ phim dự định được trình chiếu trên kênh truyền hình NTV, nhưng sau đó nhà sản xuất lại đổi quyết định phát triển thành phiên bản điện ảnh.